# Isanthrene joda
Isanthrene joda är en fjärilsart som beskrevs av Druce 1903. Isanthrene joda ingår i släktet Isanthrene och familjen björnspinnare. Inga underarter finns listade i Catalogue of Life.